# مستشفى إيزيس التخصصي للنساء والولادة
مستشفي البياضية التخصصي للنساء والولادة أو إيزيس التخصصى للنساء والولادة هو مستشفى تخصصي تقع في مدينة الأقصر، الأقصر، مصر.

## الوصف
يتكون المستشفى من دور أرضي و6 أدوار متكررة، تحتوي علي المقر الرئيسي و4 مباني خدمية على مساحة 4 آلاف متر مربع، من إجمالي مساحة البناء، التي تصل إلى 10 آلاف و200 متر مربع.
المستشفى يقدم خدمات النساء والولادة، والأمومة والطفل، والأطفال المبتسرين، والغسيل الكلوي ضمن منظومة التأمين الصحي الشامل، بطاقة استيعابية 28 سريرًا، و29 ماكينة غسيل كلوي، و20 عيادة خارجية، و5 معامل تحاليل، ووحدة عناية مركزة بطاقة 10 أسرة، و10 أسرة طوارئ، و4 غرف عمليات، و30 حضانة للأطفال، بالإضافة إلى 18 عيادة خارجية.
يضم مستشفى إيزيس التخصصي 9 أقسام مجهزة على أعلى مستوى من التجهيزات التي تضاهي المستويات العالمية، لخدمة منتفعات منظومة التأمين الصحي الشامل من السيدات، وتشمل أقسام ««النساء، الكُلى، الحضانات، العمليات، العناية، الإفاقة، العيادات، الأشعة، الطوارئ».